# جون أونيل (لاعب هوكي الحقل)
جون أونيل (بالإنجليزية: John O'Neill)‏ هو لاعب هوكي الحقل أمريكي، ولد في 23 نوفمبر 1968.

## وصلات خارجية
- جون أونيل على موقع أوليمبيديا (الإنجليزية)